# تحصيل بهلوال
تحصيل بهلوال هو تقسيم فرعي (تحصيل) في مقاطعة سارغودها في منطقة البنجاب بباكستان.